# Ioan Enciu
Ioan Enciu (ur. 14 kwietnia 1953 w Odorheiu Secuiesc) – rumuński polityk i inżynier, samorządowiec, deputowany do Parlamentu Europejskiego.

## Życiorys
W 1976 ukończył studia na wydziale budownictwa wodnego instytutu inżynierskii w Bukareszcie, a w 2000 na wydziale zarządzania Akademii Studiów Ekonomicznych w Bukareszcie. W 2008 uzyskał magisterium w zakresie integracji europejskiej na Universitatea Creștină Dimitrie Cantemir.
W latach 1976–1989 był działaczem Rumuńskiej Partii Komunistycznej. W 1992 wstąpił do Partii Socjaldemokracji w Rumunii (przekształconej później w Partię Socjaldemokratyczną). W 2000 został wiceprzewodniczącym stołecznych struktur tego ugrupowania.
Do 1990 pracował jako inżynier i szef brygady w administracji drogowej. Później zajmował stanowiska dyrektorskie w różnych przedsiębiorstwach. W latach 2000–2004 pełnił funkcję zastępcy burmistrza Bukaresztu. Przez kilka lat zasiadał w radzie miejskiej rumuńskiej stolicy. Od 2004 zajmował się działalnością konsultingową i przygotowywaniem projektów inwestycyjnych.
W wyborach w 2009 z listy socjaldemokratów uzyskał mandat posła do Parlamentu Europejskiego. W VII kadencji został członkiem nowej grupy pod nazwą Postępowy Sojusz Socjalistów i Demokratów, a także Komisji Przemysłu, Badań Naukowych i Energii.